# فدراسیون بین‌المللی هنر عکاسی
فدراسیون بین‌المللی هنر عکاسی یا فیاپ (به فرانسوی: FIAP، مخفف Fédération Internationale de l'Art Photographique) یک فدراسیون بین‌المللی است که شامل مجموعهٔ فدراسیون‌های عکاسی ملی در کشورهای مختلف می‌شود و در حال حاضر ۸۵ فدراسیون ملی عضو آن هستند.

## دوسالانه‌ها
- کنگره بیست و هفتم: بوداپست، مجارستان، ۲۰۰۴
- کنگره بیست و هشتم: چنگدو، چین، ۲۰۰۶
- کنگره بیست و نهم: ژیلینا، اسلواکی، ۲۰۰۸
- کنگره سی‌ام: هانوی، ویتنام، ۲۰۱۰